# II Legislatura del Congreso de la Unión de México
La II Legislatura del Congreso de la Unión estuvo conformada por los diputados electos para el periodo de mayo de 1861 a mayo de 1863. Durante ese tiempo, ejercieron la presidencia Benito Juárez por el bando liberal y Félix María Zuloaga por el bando conservador.

## Miembros destacados
- Ignacio Manuel Altamirano
- Porfirio Díaz
- Manuel Dublán
- José María Iglesias
- Sebastián Lerdo de Tejada
- Ignacio Mariscal[2]
- Ezequiel Montes
- Manuel Romero Rubio

## Diputados por entidad federativa
| Estado           | Diputado                    | Propietario o Suplente | Estado     | Diputado                    | Titular o suplente |
| ---------------- | --------------------------- | ---------------------- | ---------- | --------------------------- | ------------------ |
| Aguascalientes   | Ponciano Arriaga            | Propietario            | Guerrero   | Ignacio Ocadiz              | Propietario        |
| Aguascalientes   | Martín Bengoa               | Suplente               | Guerrero   | Eligio Romero               | Propietario        |
| Aguascalientes   | Jesús F. López              | Propietario            | Jalisco    | NN. Andrade                 | n/d                |
| Aguascalientes   | Diego Pérez Ortigosa        | Propietario            | Jalisco    | Antonio Ávila               | n/d                |
| Campeche         | Rafael Dondé                | Propietario            | Jalisco    | Anastasio Canedo            | n/d                |
| Chiapas          | José Mariano García         | Propietario            | Jalisco    | Darío García                | n/d                |
| Chiapas          | Juan Ramírez                | Propietario            | Jalisco    | Leandro Guzmán              | n/d                |
| Chiapas          | Vicente Pineda              | Suplente               | Jalisco    | José Landero y Cos          | n/d                |
| Chihuahua        | NN. Salider                 | n/d                    | Jalisco    | NN. Ochoa                   | n/d                |
| Chihuahua        | Pedro Hinojosa              | n/d                    | Jalisco    | Jesús Terán Peredo          | n/d                |
| Chihuahua        | Manuel María de Zamacona    | n/d                    | México     | Prisciliano Díaz González   | Propietario        |
| Colima           | NN. Escalante               | Propietario            | México     | Mariano Riva Palacio        | Propietario        |
| Colima           | Ramón González              | Propietario            | México     | Vicente Riva Palacio        | Propietario        |
| Colima           | NN. Vega                    | Propietario            | México     | Manuel Saavedra             | Propietario        |
| Distrito Federal | José Valente Baz            | Propietario            | Michoacán  | Francisco de Paula Cendejas | Propietario        |
| Distrito Federal | Juan José Baz               | Propietario            | Michoacán  | Mateo Echaiz                | Propietario        |
| Distrito Federal | Francisco de Paula Gochicoa | Propietario            | Michoacán  | A. García Pérez             | Propietario        |
| Distrito Federal | Blas José Gutiérrez         | Propietario            | Michoacán  | Wenceslao González          | Propietario        |
| Distrito Federal | José María Iglesias         | Propietario            | Michoacán  | Rafael Miranda              | Propietario        |
| Distrito Federal | Miguel Lerdo de Tejada      | Propietario            | Nuevo León | Simón de la Garza y Melo    | Propietario        |
| Distrito Federal | Guillermo Prieto            | Propietario            | Nuevo León | Lázaro Garza Ayala          | Suplente           |
| Distrito Federal | Ignacio Ramírez             | Propietario            | Nuevo León | Pedro de la Garza y Garza   | Propietario        |
| Distrito Federal | José María del Río          | Propietario            | Nuevo León | Lázaro Garza Ayala          | Suplente           |
| Distrito Federal | Manuel Romero Rubio         | Propietario            | Nuevo León | Manuel García Rejón         | Propietario        |
| Distrito Federal | Ignacio Zaragoza            | Propietario            | Nuevo León | Agapito García Dávila       | Suplente           |
| Distrito Federal | Francisco Zarco             | Propietario            | Nuevo León | Ignacio Galindo             | Propietario        |
| Guanajuato       | H. Arteaga                  | Propietario            | Nuevo León | Guadalupe Cavazos           | Suplente           |
| Guanajuato       | NN. Ayala                   | Propietario            | Nuevo León | Luis Galán                  | Propietario        |
| Guanajuato       | NN. Bribiesca               | Propietario            | Nuevo León | Marcial Vidaurri            | Suplente           |
| Guanajuato       | José Linares                | Propietario            | Nuevo León | Juan Antonio de la Fuente   | Propietario        |
| Guanajuato       | Antonio Quintanilla         | Propietario            | Nuevo León | Juan Antonio Viezca         | Suplente           |
| Guanajuato       | Sabas García                | Propietario            | Oaxaca     | Porfirio Díaz               | Propietario        |
| Oaxaca           | Manuel E. Goytia            | Propietario            | Tabasco    | Pedro Ampudia               | Propietario        |
| Puebla           | Manuel Ovando               | Suplente               | Tabasco    | Santiago Cruces             | Propietario        |
| Querétaro        | NN. Berduzco                | n/d                    | Tabasco    | Juan Suárez y Navarro       | Propietario        |
| Querétaro        | Francisco Díaz Marina       | n/d                    | Tamaulipas | Modesto Ortiz               | Suplente           |

Donde sólo se conoce el apellido, se ha agregado la abreviatura NN. En donde no se conoce si es propietario o suplente se marcó como "n/d". Para la fuente de la información, véase nota al final.